# Kanton Vitry-sur-Seine-Nord
Kanton Vitry-sur-Seine-Nord is een voormalig kanton van het Franse departement Val-de-Marne. Kanton Vitry-sur-Seine-Nord maakte deel uit van het arrondissement Créteil en telde 24.986 inwoners (1999).
Het werd opgeheven bij decreet van 17 februari 2014 met uitwerking in maart 2015.

## Gemeenten
Het kanton Vitry-sur-Seine-Nord omvatte enkel een deel van de gemeente Vitry-sur-Seine.